# Cantó de Le Port-2
El cantó de Le Port-2 és un cantó de l'illa de la Reunió, regió d'ultramar francesa de l'oceà Índic. Correspon a una fracció de la comuna de Le Port.

## Història
| Data d'elecció | Identitat       | Partit |
| -------------- | --------------- | ------ |
| 2004 -         | Monica Govindin | PCR    |